# Арзамасцев, Иван Андреевич
Ива́н Андрее́вич Арзама́сцев (20 февраля 1897, Ейск, Кубанская область, Российская империя — 9 мая 1982, Прага, ЧССР) — чехословацкий банкир русского происхождения, коллекционер искусства, меценат.

## Биография

### Ранние годы
Родился 20 февраля 1897 года в Ейске, отец — купец, торговал зерном. Окончил Ейское реальное училище, незадолго до Первой мировой семья переезжает в Киев, где юноша учится в электротехнической школе. В 1914 году Арзамасцев поступил в Харьковский практический технологический институт. В 1921 году эмигрировал с родителями в Прагу. В Чехословакии занялся банковским делом, заработал большое состояние.

### Коллекционер
Разбогатев, увлёкся искусством, часто посещал художественные выставки, знакомился и дружил с различными чехословацкими художниками, покупал иконы и картины, как до, так и после Второй мировой войны.
В эмиграции Арзамасцев имел советское гражданство, состоял членом Общества чехословацко-советской дружбы, в 1970-х годах изредка появлялся в СССР. Скончался 9 мая 1982 года в Праге, за год до смерти завещал всё своё имущество, включая сбережения, городу Ейску. Коллекция, насчитывающая более 200 единиц, прибыла в Ейский краеведческий музей в 1987 году. В его собрании были работы Алоиса Билека, Людвига Гофмана, Томаса Уэбстера, Эдуарда Демартини, Карела Черны, Клавдия Лебедева, Карела Шимунека, Фердинанда Кнаба, Йозефа Куделки, а также неизвестных художников итальянского Возрождения и многих других.

## Память
С 2017 года имя Арзамасцева носит Ейский художественный музей. Бо́льшая часть экспозиции этого музея представлена коллекцией Арзамасцева.
В 2017 году Арзамасцеву присвоен (посмертно) почётный титул «Благотворительное имя Кубани».